# Artsaque (província histórica)

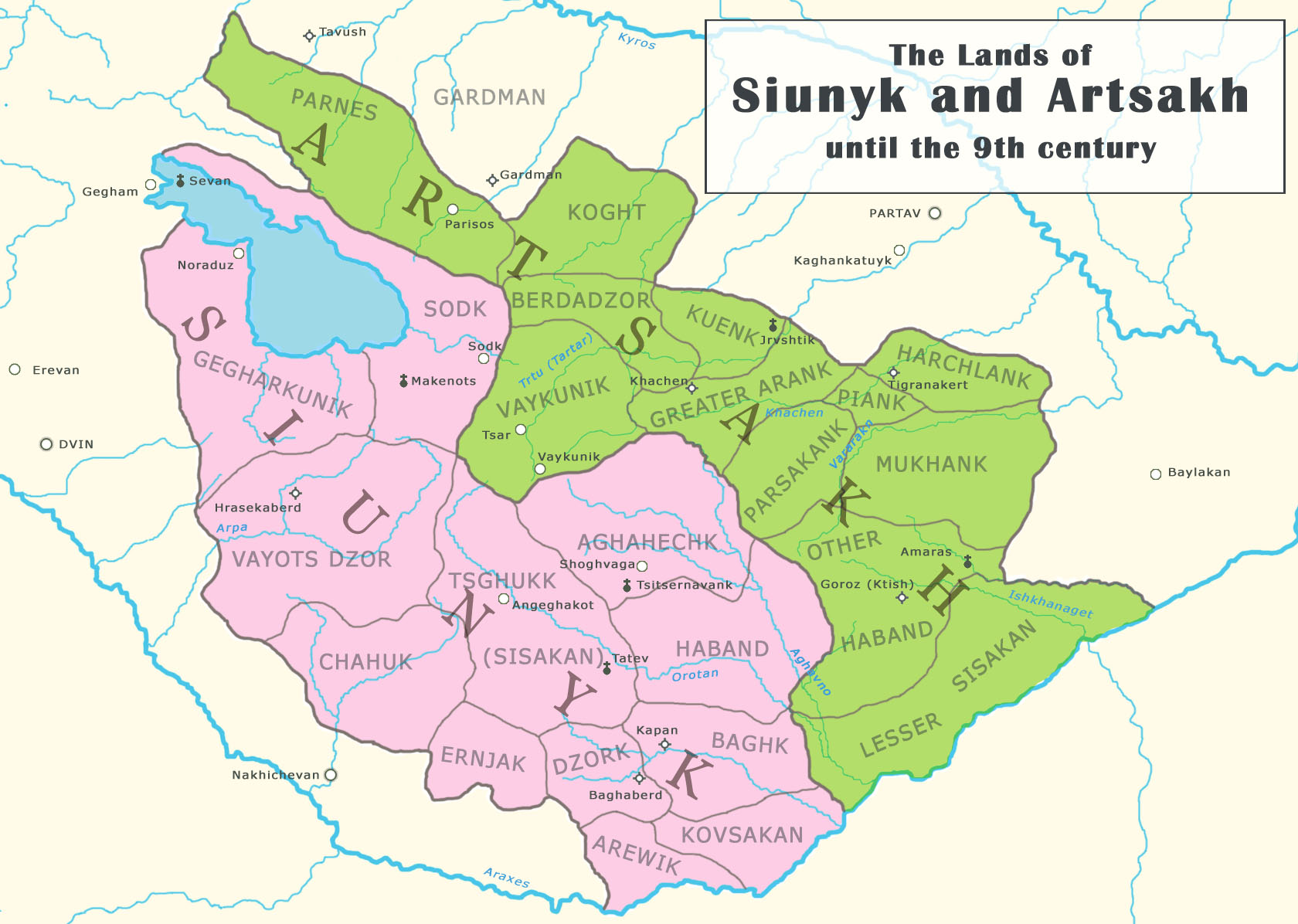
Siunique e Artsaque

Artsaque (em armênio/arménio: Արցախ; romaniz.: Arc’aḫ), Orquistena (em latim: Orchistena; em grego: Ορχιστηνη; romaniz.: Orchistēnḗ) ou Artisaquena (em latim: *Artisachena; em grego: *Αρτισαχηνη; romaniz.: Artisachēnḗ) era a décima província do Reino da Arménia, e de 387 a.C., uma parte da Albânia. Cobria uma região que corresponde maioritariamente ao que é agora o Alto Carabaque.